# NGC 3018
NGC 3018 في الفهرس العام الجديد، هي مجرة، تقع في كوكبة السدس. اكتشفت في 10 مارس 1880 بواسطة إدوارد ستيفان.

## روابط خارجية
- NGC 3018 على موقع ويكي سكاي: DSS2, SDSS, GALEX, IRAS, Hydrogen α, X-Ray, Astrophoto, Sky Map, Articles and images